# Ларсен, Тор
Тор Ла́рсен (норв. Thor Larsen; 20 июля 1886, Берум — 3 сентября 1970, Тёнсберг, Эстланд) — норвежский гимнаст, серебряный призёр летних Олимпийских игр 1908 года.
На Играх 1908 года в Лондоне Ларсен участвовал только в командном первенстве, в котором его сборная заняла второе место.